# Juhan Smuul
Juhan Smuul (ur. 18 lutego 1922 w Koguvie, zm. 13 kwietnia 1971 w Tallinnie) – estoński pisarz i poeta.

## Życiorys
Był dziewiętnastym dzieckiem rolnika mieszkającego w Koguvie na wyspie Muhu. W latach 1930–1936 uczęszczał do szkoły w Piiri. a następnie do szkoły rolniczej w Jänedzie. Edukację przerwała infekcja, którą musiał leczyć w klinice w Tartu. W 1941 roku został powołany do Armii Czerwonej, ale, ze względu na stan zdrowia, nie został skierowany na front. Zdemobilizowany w 1944 roku, rozpoczął współpracę z komunistycznym pismem Rahva Hääl, potem pracował w wydawanych w Tallinnie czasopismach Sirp ja Vasar oraz Pioneer. Od 1947 zajmował się dziennikarstwem jako wolny strzelec. Był deputowanym do Rady Najwyższej Estońskiej SRR oraz do Rady Najwyższej ZSRR 5 i 6 kadencji.
Jako korespondent i reporter brał udział w wyprawach morskich: Północny Atlantyk (1955), w ekspedycji polarnej do Antarktyki (1957-1958), w wyprawach badawczych na Morze Japońskie (1958) i Spitsbergen (1960).  
Tworzył także scenariusze i sztuki teatralne. Jego sztuka Wdowa po pułkowniku (Polkovniku lesk ehk Arstid ei tea midagi) z 1965 roku został zrealizowana przez polski Teatr Telewizji w 1967 roku
Był trzykrotnie żonaty, ale bezdzietny. Jego żonami były: tłumaczka Ita Saks, poetka Debora Vaarandi oraz dziennikarka radiowa Ellen Nooda.

## Wyróżnienia i nagrody
- Nagroda Stalinowska (1952)
- Zasłużony pisarz ESRR (1955)
- Nagroda Leninowska (1961)
- Popularny pisarz ESRR (1965)
- Order Lenina (1967)
- Order Czerwonego Sztandaru Pracy (1956)
- Order „Znak Honoru”[2]

## Wybrana twórczość
- Tormi poeg (poezja, 1947)
- Järvesuu poiste brigaad (1948)
- Poeem Stalinile (1949)
- Mina – kommunistlik noor (1953)
- Kirjad Sogedate külast (1955)
- Jäine raamat (1959)
- Morze Japońskie: grudzień (Jaapani Meri: detsember,1963, tłum. na język polski Irena Piotrowska)
- Muhulaste imelikud juhtumised Tallinna juubelilaulupeol (1957)
- Muhu monoloogid (1968)